# Монголско-угарски сукоби
Монголско-угарски сукоби односе се на период монголске инвазије Европе у 13. веку. У свом напредовању Монголи су под вођством свога вође Субутаја прво сломили отпор Кијевске Русије и читаве Рутеније. После овога кренули су на Угарску и део Краљевине Пољске. Инвазијом је командовао Бату кан, унук Џингис-кана, а после њега на чело војске је дошао Кадан, такође унук Џингис-кана. Целу инвазију испланирао је Субутај.
Многи историчари верују да у почетку Монголи нису ни имали неке озбиљне намере да освоје Европу, већ само да учврсте и осигурају своје западне границе. Лаке победе против Угара и Пољака навеле су Субутаја да почне да размишља о освајању читаве Европе. Према монголским изворима операције је требало да почну нападом на Аустрију и онда на остале државе Светог римског царства. Међутим, после неуспеха код Беча, Монголи су се нагло повукли и одустали од Европе.
Угарска историја касније спорадичне упаде повезује са појмом Златне хорде. Монголима је Европска инвазија била трећа велика ратна операција у исто време. У исто време ратовали су још на Блиском истоку и у Кини против династије Сунг.

## Инвазија Угарске (1241/1242)
Ситуација у Краљевини Угарској, у првој половини 13. века, није била најсјајнија. Иако је и даље на власти био краљ који је био из династије Арпадовића, ауторитет краља је био пољуљан. Владајући слој се више бринуо о својој удобности и стицању богатства, него о спољњим дешавањим и опасностима. Златном булом из 1222. краљу је још више умањена власт, а повећана је моћ племства. Краљ је постао само први међу једнакима (primus inter pares). угарски краљ Бела IV је безуспешно покушао да обнови стари краљевски ауторитет. У време почетка монголских освајања Угарска краљевина била је у фази феудалне анархије.
У Угарској краљевини су за монголску опасност први пут чули 1229. године, када је тадашњи угарски краљ Андраш III дао азил избеглицама из Кијевске Русије. Други и озбиљнији наговештај опасности чули су од Угара (остали у пределима данашњег Башкортостана на обалама горњег дела Волге (Магна Хунгарија) иза велике угарске миграције у панонски базен), који су први обавестили доминиканског фратра Јулијана о монголској опасности. Фратар Јулијан је био два пута у посети овим пределима први пут 1235, када је успоставио контакт са остацима угарских племена и други пут 1237. године када тамо више никога није пронашао.
После друге посете Фратар Јулијан је краљу Бели IV донео поруку од Бату-кана. То је био ултиматум којим се захтевала безусловна предаја Угара, а у супротном је претио тоталним уништењем. Бела IV му није ништа одговорио. Бела IV и угарско племство су од монгола добили још две опомене. Прву 1239. године, када су у Угарску примљена од Монгола поражена куманска племена и други пут у фебруару 1241. године, преко пораженог пољског принца.

### Припреме
Тек после свих ових опомена је краљ Бела IV позвао своје великаше да се удруже у одбрану краљевине од опасности са истока. Бела IV је такође затражио помоћ од папе и краљева западних земаља. Једини конкретан одговор који је добио је био у облику малобројне чете витезова под вођством Фридриха, принца од Аустрије. Велика већина великаша није веровала у стварну опасност од стране Монгола. Шта више, надали су се да ће евентуални пораз краљеве армије принудити краља Белу IV да још више смањи свој централизам, додатно ослаби краљевску моћ и аутоматски ојача великашку.
Иако је монголска опасност била стварна, Угарска није била припремљена да се суочи са тим и за тадашње Угаре инвазија је била нешто немогуће, нешто што се никада неће десити. Становништво више није било војнички настројено, као у време освајања нових територија. Једино је властела била тренирана да се бори на коњима са оклопима. Борба лаке коњице, тактика и стратегија којом су се Хуни и Мађари служили у својим освајањима, била је потпуно заборављена, а њоме су се управо сада служили Монголи.
Угарска армија (која бројала је око по неким изворима 30.000 а по неким 60.000 у Мухичкој битки, названој по месту одигравања битке, селу Мухи) је била састављена од племића ратника индивидуалаца, без неког знања тактике и дисциплине и није имала искусног вође. Бела IV је управо из тих разлога прихватио куманског вођу Кетења (Kötöny) и његове саборце. Кумани не само да су били искусни борци, већ су и у неколико наврата показали да могу успешно да се носе са Монголима. Упркос томе су се протурале информације по Угарској да су Кумани у ствари спремни у сваком моменту да се придруже Монголима. Са друге стране, Бату кан је оправдавао своју инвазију Угарске тиме што су Угари дали азил Куманима (који су сматрани издајицама монголске империје).
Због свега овога, поједини племићи су били против Кумана и у једном нападу убили су њиховог вођу, Котоња. Кумани су после ових догађаја побегли јужно од места боравка и успут су убијали и пљачкали изненађено угарско становништво. Аустријске трупе су се повукле назад у Аустрију, под изговором да иду по појачање. Угари су остављени сами себи.

### Сукоб
Напредујући све до реке Хорнад без икаквог сукоба са Монголима, угарска армија се ту и улогорила 10. априла 1241. године. Географија подручја је била идеална за номадску тактику битке. Многи рукавци Хорнада и Тисе, затим пуно шума и ливаде су биле идеалне за монголски начин ратовања и тотално непрактичне за витезове са оклопом. Монголи су започели своје нападе следеће ноћи. Веома брзо се видело да угарска војска губи битку. Краљ Бела IV је успео да побегне уз помоћ своје верне гарде, док је остатак војске такође побегао, био измасакриран од стране Монгола, или се удавио у реци.
После ове битке, Монголи су систематски и такорећи несметано освајали остатак Угарске и делове Карпата и Ердељ. Тамо где су наилазили на отпор, убијали су све без милости, а тамо где није било отпора мушкарце су узимали силом у своју војску а жене и деци или убијали или одводили са собом.
И поред свих пораза, на десетине хиљада Угара је успело да избегне Монголе повлачећи се у преостала неосвојена утврђења, или се крила у непрегледним шумама и мочварама угарске равнице. Монголи, уместо да наставе са освајачким походом, губили су драгоцено време и провели су цело лето 1241. године осигуравајући постојеће освојене територије. Супротно ранијим стратегијама да ратове почну у пролеће, Монголи су ујесен прешли Дунав и наставили освајање нових територија, укључујући Панонију. Овом тактиком су постигли да допру чак до граница Аустрије и обала Јадранског мора код Далмације.

### Одлазак Монгола
Током следеће године, тачније у пролеће 1242, Огадај кан је умро у својој 56. години, у току лова. Бату кан, који је био један од претендената на престо, се одмах са армијом вратио у Азију остављајући целу источну Европу ненасељену и порушену. Западна Европа је овај пут остала поштеђена.
Монголска инвазија Угарске је, и поред пораза Угара, дала неке одговоре. Монголи су успели да разоре комплетну земљу али су већина замкова и утврђених градова остали читави. Да би се појачала одбрана државе, у 14. веку су почеле да се граде тврђаве не само на границама, већ и у унутрашњости. Краљ је почео да даје земљу великашима који су били спремни да улажу у одбрану земље и граде тврђаве.

## Инвазија Угарске (1284/1285)
Током 1284. и 1285. Ногај кан је заједно са Талабугом кренуо у нову инвазију Угарске. У почетку је део армије коју је предводио Ногај кан имала успеха, опустошили су део Ердеља и опљачкали градове Регин, Брашов и Бистрицу. Део армије које је кренуо на северни део Угарске, предвођена Талабугом, је била прво успорена великим снеговима са Карпата и поражени у близини Пеште од стране угарског краља Ладислава IV а у повратку су били стално нападани од стране Секеља и систематски губили људство, а самим тим и снагу армије. Неуспех ове друге инвазије је узрокован реформама краља Беле IV, који је унапредио војну тактику и саградио велики број утврђења, све то као одговор на страховити пораз који су Угари доживели тиком преве инвазије Монгола 1241. године.

## Претња Србији (1293)
Током 1293. године Ногај кан је повео Монголе на освајање територија краљевине Србије. Повод томе је било ратовање Стефана Уроша II са својим суседима. Милутин је дошао је у сукоб са видинским кнезом Шишманом, који је са своје стране био вазал татарског кана Ногаја. Татарски кан није одобравао такав напад и претио је упадом у Србију, али га је Милутин одобровољио и одвратио од напада пославши му таоце у виду свог сина Стефана и још неколико деце из властелинских кућа. Они су остали међу Татарима све до Ногајеве погибије, после чега су враћени кућама.